# Константинов, Иван Спиридонович
Ива́н Спиридо́нович Константи́нов (29 августа 1895, посёлок Степной, Карасукская волость, Каинский уезд, Томская губерния, Российская Империя — 4 октября 1964, пос. Степной, Краснозерский район, Новосибирская область, СССР) — конюх совхоза «Запруднихинский» (пос. Степной), Герой Социалистического Труда (1949).

## Биография
Родился в русской крестьянской семье в переселенческом посёлке Степное Каинского уезда Томской губернии. Всю жизнь прожил в родном посёлке.
Участник Великой Отечественной войны, на фронт попал в 1941. Получил тяжёлое ранение и был комиссован. С фронта вернулся контуженным, с ослабленным слухом. Несмотря на это, пошёл работать конюхом в совхоз, где в то время стояли всего два дома, конюшня, три колодца и табун лошадей в 60 голов.
Совхоз «Запруднихинский» Краснозерского района — специализированное хозяйство, созданное для выращивания улучшенных пород овец и лошадей. Всё свое время отдавал лошадям. При конюшенном содержании лошадей добился выращивания по 23 жеребёнка от 23 кобыл, имевшихся на начало года. Труд Ивана Константинова был признан ударным и героическим.
Указом Президиума Верховного Совета СССР от 4 октября 1949 года за получение высокой продуктивности животноводства в 1948 году старшему конюху совхоза «Запрудихинский» Краснозерского района Константинову Ивану Спиридоновичу присвоено звание Героя Социалистического Труда с вручением ордена Ленина и золотой медали «Серп и Молот».
Скончался 4 октября 1964 года. Похоронен на кладбище посёлка Степной Краснозерского района.

## Награды и звания
- золотая медаль «Серп и Молот» Героя Социалистического Труда (04.10.1949)
- орден Ленина (1949)
- медаль «За доблестный труд в Великой Отечественной войне 1941—1945 гг.» (1945)
- медаль «За Победу над Германией в Великой Отечественной войне 1941—1945 гг.» (1945)